# رایلا اودینگا
رایلا آمولو اودینگا (انگلیسی: Raila Amolo Odinga؛ زادهٔ ۷ ژانویهٔ ۱۹۴۵) یک سیاست‌مدار اهل کنیا است.وی از آوریل ۲۰۰۸ تا آوریل ۲۰۱۳ نخست‌وزیر این کشور بود.